# Nebílovy
Nebílovy är en ort i Tjeckien.   Den ligger i regionen Plzeň, i den västra delen av landet, 90 km sydväst om huvudstaden Prag. Nebílovy ligger 415 meter över havet och antalet invånare är 319.
Terrängen runt Nebílovy är huvudsakligen platt, men åt nordost är den kuperad. Runt Nebílovy är det ganska glesbefolkat, med 32 invånare per kvadratkilometer. Närmaste större samhälle är Plzeň, 13,5 km norr om Nebílovy. I omgivningarna runt Nebílovy växer i huvudsak blandskog.